# エウリュビアー
エウリュビアー（古希: Εὐρυβία, Eurybiā）は、ギリシア神話の女神、あるいは人間の女性である。長母音を省略してエウリュビアとも表記される。
- ポントスの娘
- テスピオスの娘の1人

の2名が知られている。以下に説明する。

## ポントスの娘
ガイアとポントスの娘で、ネーレウス、タウマース、ポルキュース、ケートーと兄弟。ティーターンのクレイオスと結婚して、アストライオス、ペルセース、パラースの3人の有名な子孫を残した。エウリュビアーは、ポセイドーンの支配下の副次的な海の女神である。
エウリュビアーは、ヘーシオドスの叙事詩『神統記』、そしてアポロドーロスの作品『ビブリオテーケー』で、簡潔に触れられている。

## テスピオスの娘
テスピオスの50人の娘の1人。ヘーラクレースとの間にポリュラーオスを生んだ。